# Port Washington, Wisconsin
Port Washington là một thành phố thuộc quận Ozaukee, tiểu bang Wisconsin, Hoa Kỳ. Năm 2000, dân số của thành phố này là 10467 người.